# Sean Yates
Sean Yates (Ewell, Surrey, 18 de maig de 1960) va ser un ciclista anglès professional entre 1982 i 1996. Els seus majors èxits esportius els aconseguí el 1988, en guanyar una etapa del Tour de la França i una altra de la Volta a Espanya. El 1994 va dur el mallot groc del Tour de França durant una etapa.
En retirar-se ha continuat vinculat al ciclisme com a director esportiu de diferents equips, com el Team CSC i l'Astana Qazaqstan Team.

## Palmarès
- 1982
  - 1r a la Great Yorkshire Classic
  - 1r a la Classic New Southsea
  - Vencedor d'una etapa del Circuit de La Sarthe
  - Vencedor d'una etapa del Tour d'Indre-et-Loire
- 1983
  - 1r a Isle of Wight Classic
- 1984
  - 1r a Isle of Wight Classic
  - Vencedor d'una etapa dels Quatre dies de Dunkerque
- 1986
  - Vencedor d'una etapa de la Milk Race
- 1987
  - 1r al Gran Premi de Canes
  - Vencedor d'una etapa de la Volta a Irlanda
- 1988
  - Vencedor d'una etapa del Tour de França
  - Vencedor d'una etapa de la Volta a Espanya
  - Vencedor d'una etapa de la París-Niça
  - Vencedor d'una etapa del Gran Premi del Midi Libre
- 1989
  - 1r a la Volta a Bèlgica i vencedor de 2 etapes
  - 1r al Gran Premi Eddy Merckx
  - Vencedor d'una etapa de la Volta als Països Baixos
- 1991
  - Vencedor d'una etapa del Dauphiné Libéré
  - Vencedor d'una etapa de la Volta a Irlanda
- 1992
  -  Campió del Regne Unit en ruta
- 1993
  - Vencedor d'una etapa del Tour DuPont
- 1994
  - 1r a l'USPro Championship

### Resultats al Tour de França
- 1984. 91è de la classificació general
- 1985. 122è de la classificació general
- 1986. 112è de la classificació general
- 1987. Abandona (24a etapa)
- 1988. 59è de la classificació general. Vencedor d'una etapa
- 1989. 45è de la classificació general
- 1990. 119è de la classificació general
- 1991. Abandona (16a etapa)
- 1992. 83è de la classificació general
- 1993. 88è de la classificació general
- 1994. 71è de la classificació general.  Porta el mallot groc durant 1 etapa
- 1995. Abandona (13a etapa)

### Resultats a la Volta a Espanya
- 1988. 71è de la classificació general. Vencedor d'una etapa

### Resultats al Giro d'Itàlia
- 1992. 87è de la classificació general